# Raquel Welch
Jo Raquel Tejada Welch (Chicago, 5 settembre 1940 – Los Angeles, 15 febbraio 2023) è stata un'attrice e modella statunitense.
Considerata tra le più grandi sex symbol del cinema hollywoodiano tra gli anni sessanta e settanta, riuscì nel tempo a farsi apprezzare anche come attrice in altri ruoli, tanto da guadagnarsi due candidature ai Golden Globe, vincendolo nel 1975 come migliore attrice in un film commedia o musicale per il ruolo di Costanza Bonacieux ne I tre moschettieri.

## Biografia
Nata a Chicago da padre boliviano, Armando Carlos Tejada Urquizo (1911-1976), ingegnere aeronautico di origine spagnola, e madre statunitense di origine inglese, Josephine Sarah Hall (1909–2000), figlia dell'architetto Emery Stanford Hall e di Clara Louise Adams e discendente di un passeggero della Mayflower, Joseph Warren Adams, si trasferì all'età di due anni in un sobborgo di San Diego, in California. Studiò danza e iniziò molto presto a partecipare a numerosi concorsi di bellezza.

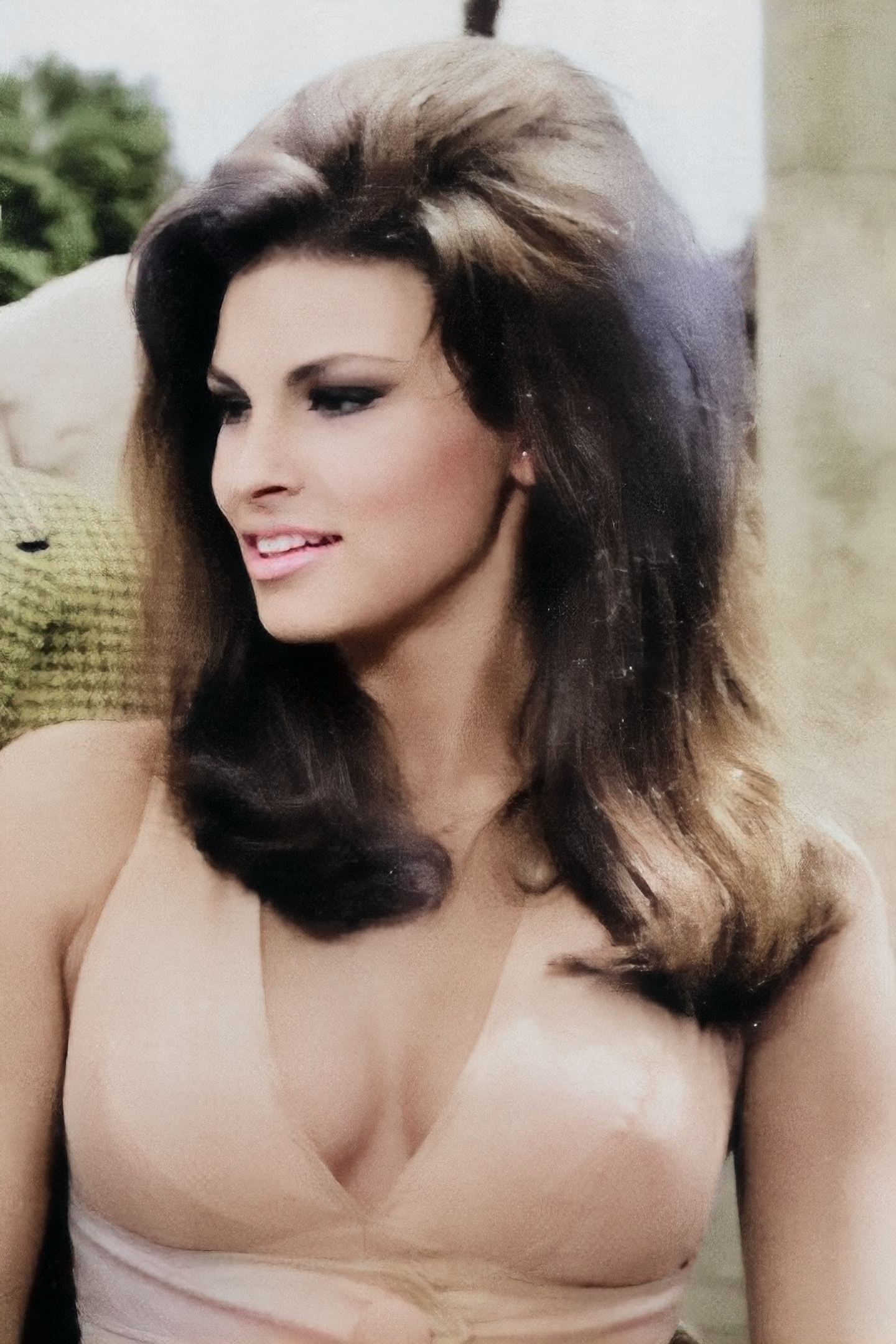
Raquel Welch nel 1968

La Welch esordì come attrice a 24 anni, in piccole parti, nel 1964, nei film Madame P... e le sue ragazze di Russell Rouse, con protagonisti Shelley Winters e Robert Taylor, e al fianco di Elvis Presley in Il cantante del luna park di John Rich, ma dopo alcune esperienze televisive, come Il virginiano e Vita da strega, sempre del 1964, entrò prepotentemente nell'immaginario delle generazioni degli anni sessanta per il ruolo della prosperosa Loana in Un milione di anni fa di Don Chaffey. Il manifesto del film, uscito nel 1966, con il primo piano dell'attrice in un provocante bikini in pelle, divenne un cult e la Welch si affermò subito come sex symbol, ulteriormente esaltato dalle sue apparizioni in Fathom: bella, intrepida e spia (1967) di Leslie H. Martinson, il suo primo film da protagonista, accanto ad Anthony Franciosa, e Il mio amico il diavolo (1967) di Stanley Donen, ove apparve insieme a Dudley Moore e Peter Cook. Sempre nel 1966 recitò nel fortunato film di fantascienza Viaggio allucinante di Richard Fleischer, con protagonista Stephen Boyd, interpretandone l'unico personaggio femminile. 
La prorompente bellezza dell'attrice, che tuttavia col tempo divenne anche il suo limite, e la sua notorietà, la portarono presto ad affrontare vari generi cinematografici: la commedia, come Spara forte, più forte... non capisco! (1966) di Eduardo De Filippo, ove recitò al fianco di Marcello Mastroianni, Le fate (1966) di Mauro Bolognini e Colpo grosso alla napoletana (1968) di Ken Annakin, il poliziesco, come La signora nel cemento (1968) di Gordon Douglas e L'implacabile omicida (1969) di James Neilson, e il western, nel quale spiccarono Bandolero! (1968) di Andrew V. McLaglen, ove affiancò Dean Martin e James Stewart, e La texana e i fratelli Penitenza (1971) di Burt Kennedy.
Nel 1970 recitò nel controverso film Il caso Myra Breckinridge di Michael Sarne, al fianco, tra gli altri, di Mae West, John Huston e Farrah Fawcett. Nel 1972 apparve nel grottesco ...e tutto in biglietti di piccolo taglio di Richard A. Colla, in coppia con Burt Reynolds, e in Barbablù di Edward Dmytryk, con protagonista Richard Burton. Nel 1973 interpretò il ruolo di Costanza Bonacieux nel film I tre moschettieri di Richard Lester, con Richard Chamberlain, Oliver Reed, Charlton Heston, Christopher Lee e Faye Dunaway, ruolo che le valse il Golden Globe alla miglior attrice in un film commedia o musicale. Visto il successo della pellicola l'anno dopo interpretò ancora la parte nel sequel Milady, diretto nuovamente da Lester. Negli anni successivi ha iniziato a diradare le sue partecipazioni al cinema, tra cui si segnalano quelle in Party selvaggio (1975) di James Ivory, Il principe e il povero (1977) di Richard Fleischer e L'animale (1977) di Claude Zidi, al fianco di Jean-Paul Belmondo. Nel 1981 fece il suo esordio a Broadway nel musical Woman of the Year, in cui rimpiazzò Lauren Bacall nel ruolo della protagonista. Nel 1987 ottenne la seconda candidatura al Golden Globe come miglior attrice in una mini-serie o film per la televisione con Quando morire di Paul Wendkos, questa volta senza vincere il premio. Dopo quasi venti anni di lontananza dal grande schermo, la Welch interpretò se stessa in Una pallottola spuntata 33⅓ - L'insulto finale (1994) di Peter Segal, cui seguì il ritorno a Broadway nel musical Victor/Victoria (1997) e alcuni film, tra cui La rivincita delle bionde (2001) di Robert Luketic. Dopo aver ridotto ancora gli impegni cinematografici e televisivi negli ultimi anni, l'attrice si limitò a partecipare ad alcune serie TV come 8 semplici regole (2004) e CSI: Miami (2012). Nel 2010 pubblicò libro Beyond the Cleavage, dove raccontava di sé stessa dagli inizi di carriera, dei matrimoni e divorzi e soprattutto della cura del proprio corpo. Nel 2017 ha partecipato al film How to Be a Latin Lover di Ken Marino.
Affetta negli ultimi anni dalla malattia di Alzheimer, è deceduta a Los Angeles, il 15 febbraio 2023 a 82 anni.

## Vita privata
Nel 1958 sposò James Welch, dal quale divorziò dopo avere avuto due figli, una dei quali è l'attrice Tahnee Welch, nata nel 1961. Successivamente convolò a nuove nozze nel 1967 con Patrick Curtis, noto attore bambino e nipote del regista Billy Wilder, che produsse diversi film della moglie e da cui divorzierà nel 1973. Nel 1980 si unì in matrimonio con il produttore cinematografico André Weinfeld, da cui divorzierà nel 1990 e infine nel 1999 con Richard Palmer, da cui divorzierà nel 2008.

## Filmografia parziale

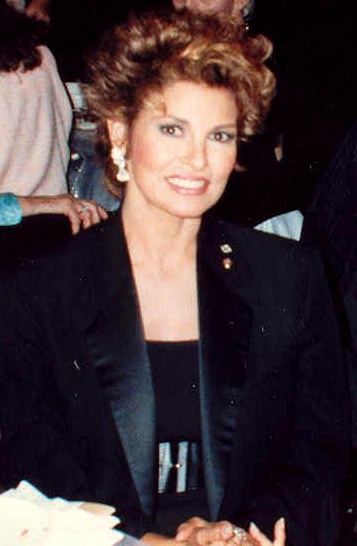
Raquel Welch agli Emmy Awards nel 1987

### Cinema
- Madame P... e le sue ragazze (A House Is Not At Home), regia di Russell Rouse (1964)
- Il cantante del luna park (Roustabout), regia di John Rich (1964)
- Non disturbate (Do Not Disturb), regia di Ralph Levy e George Marshall (1965)
- La calda notte (A Swingin' Summer), regia di Robert Sparr (1965)
- Viaggio allucinante (Fantastic Voyage), regia di Richard Fleischer (1966)
- Spara forte, più forte... non capisco!, regia di Eduardo De Filippo (1966)
- Le fate, regia di Mauro Bolognini (1966)
- Un milione di anni fa (One Million Years B.C.), regia di Don Chaffey (1966)
- L'amore attraverso i secoli (Le plus vieux mètier du monde), regia di Michael Pfleghar (1967)
- Fathom: bella, intrepida e spia (Fathom), regia di Leslie H. Martinson (1967)
- Il mio amico il diavolo (Bedazzled), regia di Stanley Donen (1967)
- Colpo grosso alla napoletana (The Biggest Bundle of Them All), regia di Ken Annakin (1968)
- Bandolero!, regia di Andrew V. McLaglen (1968)
- La signora nel cemento (Lady in Cement), regia di Gordon Douglas (1968)
- El Verdugo (100 Rifles), regia di Tom Gries (1969)
- L'implacabile omicida (Flareup), regia di James Neilson (1969)
- Le incredibili avventure del signor Grand col complesso del miliardo e il pallino della truffa (The Magic Christian), regia di Joseph McGrath (1969)
- Il caso Myra Breckinridge (Myra Breckinridge), regia di Michael Sarne (1970)
- Femmina violenta (The Beloved), regia di George Pan Cosmatos (1971)
- La texana e i fratelli Penitenza (Hannie Caulder), regia di Burt Kennedy (1971)
- ...e tutto in biglietti di piccolo taglio (Fuzz), regia di Richard A. Colla (1972)
- La bomba di Kansas City (Kansas City Bomber), regia di Jerrold Freedman (1972)
- Barbablù (Bluebeard), regia di Edward Dmytryk e Luciano Sacripanti (1972)
- Un rebus per l'assassino (The Last of Sheila), regia di Herbert Ross (1973)
- I tre moschettieri (The Three Musketeers), regia di Richard Lester (1973)
- Milady (The Four Musketeers: The Revenge of Milady), regia di Richard Lester (1974)
- Party selvaggio (The Wild Party), regia di James Ivory (1975)
- Codice 3: emergenza assoluta (Mother, Jugs & Speed), regia di Peter Yates (1976)
- Il principe e il povero (Crossed Swords), regia di Richard Fleischer (1977)
- L'animale (L'animal), regia di Claude Zidi (1977)
- Una pallottola spuntata 33⅓ - L'insulto finale (Naked Gun 33⅓: The Final Insult), regia di Peter Segal (1994)
- L'inventore pazzo (Chairman of the Board), regia di Alex Zamm (1998)
- Folle d'elle, regia di Jérôme Cornuau (1998)
- Tortilla Soup, regia di Maria Ripoll (2001)
- La rivincita delle bionde (Legally Blonde), regia di Robert Luketic (2001)
- Forget About It, regia di BJ Davis (2006)
- How to Be a Latin Lover, regia di Ken Marino (2017)

### Televisione
- Il virginiano (The Virginian) – serie TV, episodio 3x01 (1964)
- Un equipaggio tutto matto (McHale's Navy) – serie TV, episodio 3x04 (1964)
- Vita da strega (Bewitched) – serie TV, 1 episodio (1964)
- Gli inafferrabili (The Rogues) – serie TV, episodio 1x14 (1964)
- The Hollywood Palace – serie TV, 2 episodi (1964-1965)
- Wendy and Me – serie TV, 1 episodio (1965)
- The Baileys of Balboa – serie TV, 1 episodio (1965)
- Saturday Night Live – programma TV, 1 episodio (1976)
- Mork & Mindy – serie TV, 2 episodi (1979)
- La donna indiana (The Legend of Walks Far Woman), regia di Mel Damski – film TV (1982)
- Quando morire (Right to Die), regia di Paul Wendkos – film TV (1987)
- Scandal in a Small Town, regia di Anthony Page – film TV (1988)
- Naufragio fortunato (Trouble in Paradise), regia di Di Drew – film TV (1989)
- Vittime innocenti (Tainted Blood), regia di Matthew Patrick – film TV (1993)
- Solo l’amore mi salverà (Torch Song), regia di Michael Miller – film TV (1993)
- Evening Shade – serie TV, 1 episodio (1993)
- Lois & Clark - Le nuove avventure di Superman (Lois & Clark - The New Adventures of Superman) – serie TV, 1 episodio (1995)
- Central Park West – serie TV, 8 episodi (1996)
- Sabrina, vita da strega (Sabrina, the Teenage Witch) – serie TV, 1 episodio (1996)
- Seinfeld – serie TV, 1 episodio (1997)
- Spin City – serie TV, 3 episodi (1997-2000)
- American Family – serie TV, 8 episodi (2002)
- 8 semplici regole (8 Simple Rules) – serie TV, 1 episodio (2004)
- Benvenuti a The Captain (Welcome to the Captain) – serie TV, 5 episodi (2008)
- CSI: Miami – serie TV, 1 episodio (2012)
- House of Versace, regia di Sara Sugarman – film TV (2013)
- L'ultima eredità (The Ultimate Legacy), regia di Joanne Hock – film TV (2015)

### Doppiaggio
- Hollyrock-a-Bye Baby, regia di William Hanna - film TV (1993)
- Happily Ever After: Fairy Tales for Every Child - serie TV, 1 episodio (1995)

## Teatro
- Woman of the Year, libretto di Peter Stone, colonna sonora di John Kander e Fred Ebb. Palace Theatre di Broadway (1981-1983), tour statunitense (1983)
- Victor/Victoria, libretto e regia di Blake Edwards, colonna sonora di Henry Mancini, Frank Wildhorn e Leslie Bricusse. Marquis Theatre di Broadway (1997)
- La miliardaria di George Bernard Shaw, regia di Tina Packers. Orpheum Theater di Foxborough (1998)

## Riconoscimenti
- Golden Globe
  - 1975 – Migliore attrice in un film commedia o musicale per I tre moschettieri
  - 1988 – Candidatura alla miglior attrice in una mini-serie o film per la televisione per Quando morire

- Razzie Awards
  - 1998 – Candidatura alla migliore attrice non protagonista per L'inventore pazzo

- Hollywood Walk of Fame
  - 1993 – Stella

## Nella cultura di massa
- Nel film Le ali della libertà del 1994 con la regia di Frank Darabont un suo poster sostituisce quello di Rita Hayworth per nascondere l'ingresso del tunnel di fuga che il protagonista scava nella propria cella. Il direttore parla direttamente alla sua immagine per cercare una spiegazione su come possa essere evaso il detenuto.

## Doppiatrici italiane
Nelle versioni in italiano, Raquel Welch è stata doppiata da:
- Rita Savagnone in Viaggio allucinante, Fathom: bella intrepida e spia, Il mio amico il diavolo, Colpo grosso alla napoletana, La signora nel cemento, El Verdugo, Barbablù, Il principe e il povero, CSI: Miami
- Noemi Gifuni in Spara forte, più forte... non capisco!, Vittime innocenti
- Maria Pia Di Meo in Le fate, Bandolero!
- Vittoria Febbi in I tre moschettieri, Solo l'amore mi salverà
- Laura Gianoli in Un rebus per l'assassino
- Melina Martello in Milady
- Laura Boccanera in Una pallottola spuntata 33⅓ - L'insulto finale
- Lorenza Biella in Sabrina, vita da strega
- Stefania Giacarelli in Benvenuti a The Captain
- Isabella Pasanisi in L'ultima eredità
- Angiola Baggi in Quando morire